# Тетиароа
Тетиароа (фр. Tetiaroa) — один из Наветренных островов архипелага Острова Общества во Французской Полинезии в Тихом океане, расположенный в 59 км к северу от Таити.

## История
Европейскими первооткрывателями Тетиароа являются три дезертира со знаменитого корабля «Баунти», которые высадились на атолле в 1789 году.
В 1904 году правящая династия Таити Помаре подарила атолл стоматологу Джонстону Уолтеру Уильямсу. В 1965 году атолл был выкуплен «оскароносным» актёром Марлоном Брандо, который прожил на нём до 1990 года. В июне 2003 года Брандо подарил своему другу Майклу Джексону в пожизненное пользование 2000 м² на моту Онетахи в западной части Тетиароа.
В 2004 году, после смерти Брандо, остров перешел к наследникам Брандо, в 2005 году атолл был продан Ричарду Бейли (Richard Bailey). В июле 2014 года там был открыт отель класса люкс. Владелец острова использует современные технологии, очищая остров от комаров и крыс, чтобы превратить его в экокурорт.

## Административное деление
В административном отношении Тетиароа является частью коммуны Аруа.